# Strada statale 712 Tangenziale Est di Varese
La strada statale 712 Tangenziale Est di Varese (SS 712), già nuova strada ANAS 66 di Varese (NSA 66), è nella sua tratta iniziale dal km 0 al km 3,450 una strada statale italiana, classificata come strada extraurbana principale  e nella restante tratta dal km 4,039 al km 8,810 una strada extraurbana secondaria di tipo C.

## Percorso
Si tratta della tangenziale est di Varese, classificata in passato anche come T18, il cui percorso è attualmente composto da due tronchi: il primo compreso tra Vedano Olona e Folla di Malnate, aperto nel 1990, a doppia carreggiata e a due corsie per senso di marcia, con velocità massima di 80 km/h e con le restrizioni al transito tipiche delle strade extraurbane principali; ed il secondo tra Folla di Malnate e l'innesto con la strada statale 233 Varesina nella periferia nord di Varese in direzione di Lavena Ponte Tresa, a singola carreggiata e con alcune rotatorie, con velocità massima variabile tra 50 e 70 km/h, senza attualmente alcuna restrizione al transito, inaugurata in parte il 28 settembre 2008 e completamente il 5 dicembre 2009.
La strada insieme alla Tangenziale Sud, ossia quella tra Vedano Olona e l'innesto dell'autostrada A8 a Gazzada (autostrada A60) aperta il 24 gennaio 2015 e alla progettata Tangenziale Nord tra Folla di Malnate e il confine italo-svizzero di Cantello (Gaggiolo) - Stabio (Gaggiolo) (Pedemontana Lombarda Tangenziale di Varese Lotto B) va a formare il sistema tangenziale di Varese.
La classificazione attuale risale al 2011 con il seguente itinerario: "Rotonda di Vedano Olona - Varese" e "Varese - Innesto con la S.S. n. 233".
| Tangenziale Est di Varese Tangenziale Nord-Est di Varese | |    |           |
| Tipo                                                     | Indicazione | km | Provincia |
|                                                          | A60 - Tangenziale Sud di Varese |    | VA        |
| [ 4 ]                                                    | Vedano Olona Varesina della Elvetia Gurone di Malnate de La Selvagna: Lozza Varese Bizzozero - Varese Ospedale di Circolo e Fondazione Macchi Università degli Studi dell'Insubria, Campus Bizzozero |    | VA        |
|                                                          | Galleria Valle 385m |    | VA        |
|                                                          | Passaggio a singola carreggiata |    | VA        |
| [ 5 ]                                                    | Varese est - Folla di Malnate ExSS342 Briantea (Varese - Como) Valico Gaggiolo (CH) Varese Belforte- Varese                                                                                          |    | VA        |
|                                                          | Termine Tangenziale est Inizio Tangenziale Nord-Est |    | VA        |
|                                                          | Centro Commerciale |    | VA        |
|                                                          | Zona Industriale Varese Est Valico Gaggiolo (CH) |    | VA        |
|                                                          | Valle Olona - San Fermo Varese |    | VA        |
|                                                          | Viadotto Peschiera |    | VA        |
|                                                          | Induno Olona - Porto Ceresio(valico CH) Varese viale Valganna |    | VA        |
|                                                          | Viadotto Tintoretto |    | VA        |
|                                                          | rotatoria di inversione |    | VA        |
|                                                          | Varesina - Ponte Tresa valico (CH) - Luino Varese Ippodromo Zona Industriale Varese Nord |    | VA        |